# 25257 Elizmakarron
25257 Elizmakarron è un asteroide della fascia principale. Scoperto nel 1998, presenta un'orbita caratterizzata da un semiasse maggiore pari a 2,5630507 UA e da un'eccentricità di 0,1275523, inclinata di 2,28623° rispetto all'eclittica.